# Jean de Villiers
Jean de Villiers (mort el 1293) fou Mestre de l'Hospital en un dels períodes més agitats per a l'Orient cristià. Amb la disputa interna entre l'Orde del Temple i l'Hospital les forces cristianes havien disminuït progressivament i els musulmans van poder conquerir tota la vall del Jordà, inclòs Jerusalem. Jean de Villiers va veure com els musulmans conquerien Acre i l'orde va haver de buscar refugi al Regne de Xipre.